# Un día más en el gran circo
Un día más en el gran circo es el tercer álbum de estudio del cantautor venezolano Jeremías, que salió a la venta el 14 de agosto del año 2007. Todas las canciones fueron escritas por Jeremías, con el varias veces ganador al Grammy, Sebastian Krys (quién ha trabajado con David Bisbal, Luis Fonsi, Carlos Vives, entre muchos otros) sirviendo nuevamente como productor, y combinan géneros como el pop, rock, trova, entre otros. En 2008 fue nominado a un Grammy Latino por mejor álbum de pop vocal masculino. Sus dos sencillos fueron: «Tú (versión alternativa)» y «Comienzo del final».

## Lista de canciones
| N.º | Título                                  | Duración |  |
| 1.  | «Un día más en el gran circo»           | 3:06     |  |
| 2.  | «Juan de afuera»                        | 3:36     |  |
| 3.  | «El simple juego del amor»              | 4:04     |  |
| 4.  | «Hasta el próximo invierno»             | 3:16     |  |
| 5.  | «Este tiempo que se fue»                | 3:17     |  |
| 6.  | «El seductor»                           | 2:55     |  |
| 7.  | «Nada fuera de control»                 | 2:54     |  |
| 8.  | «Yo no busco nada más»                  | 3:10     |  |
| 9.  | «Promesa de amor»                       | 3:29     |  |
| 10. | «Comienzo del final»                    | 4:25     |  |
| 11. | «Aire de Abril»                         | 3:50     |  |
| 12. | «De regreso a la soledad»               | 3:23     |  |
| 13. | «Tú»                                    | 3:58     |  |
| 14. | «Un día más en el gran circo (Reprise)» | 1:17     |  |
| 15. | «Tú (Versión alternativa)»              | 3:43     |  |